# Chiesa della Circoncisione di Gesù (La Valletta)

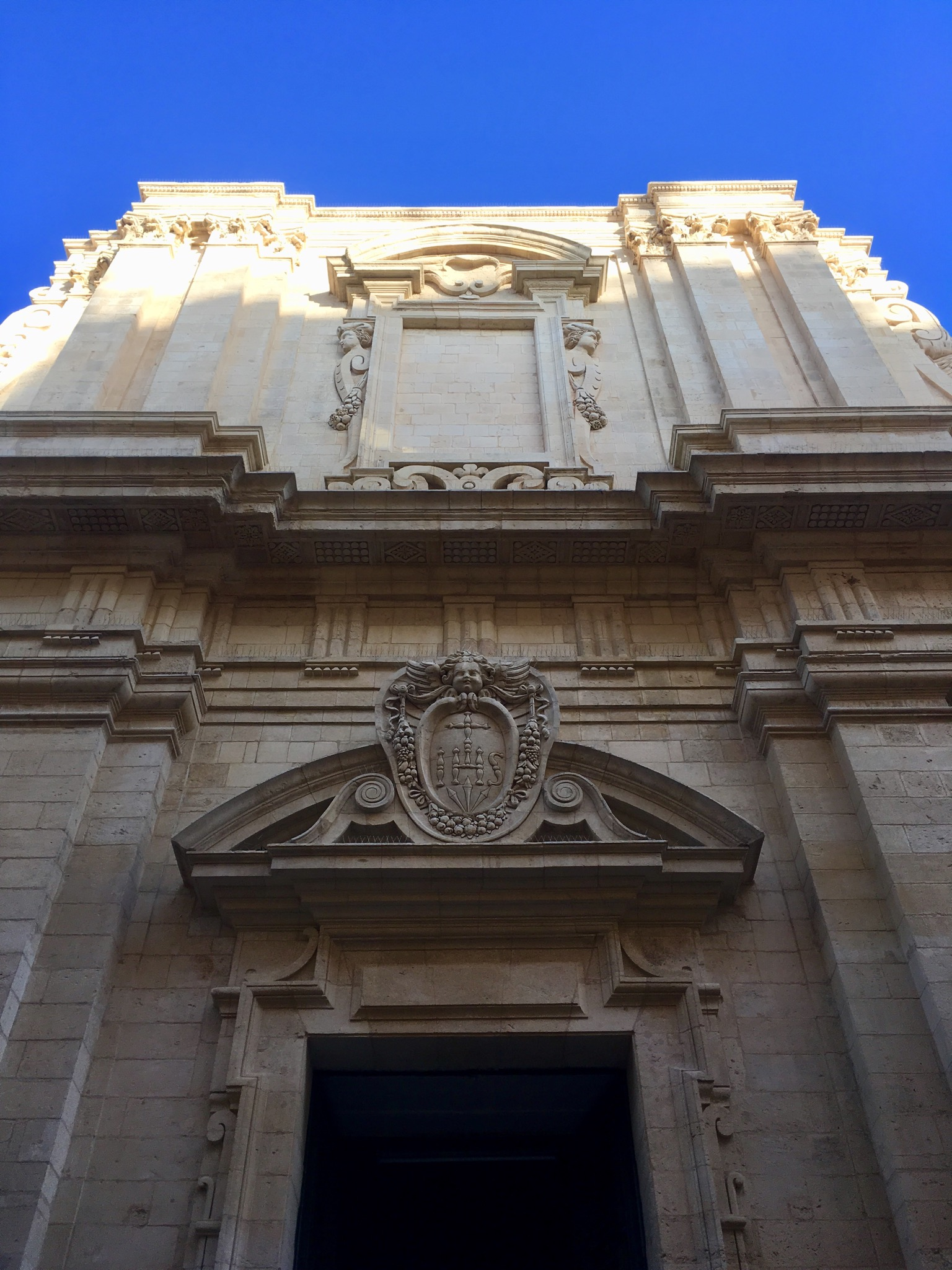
Prospetto.

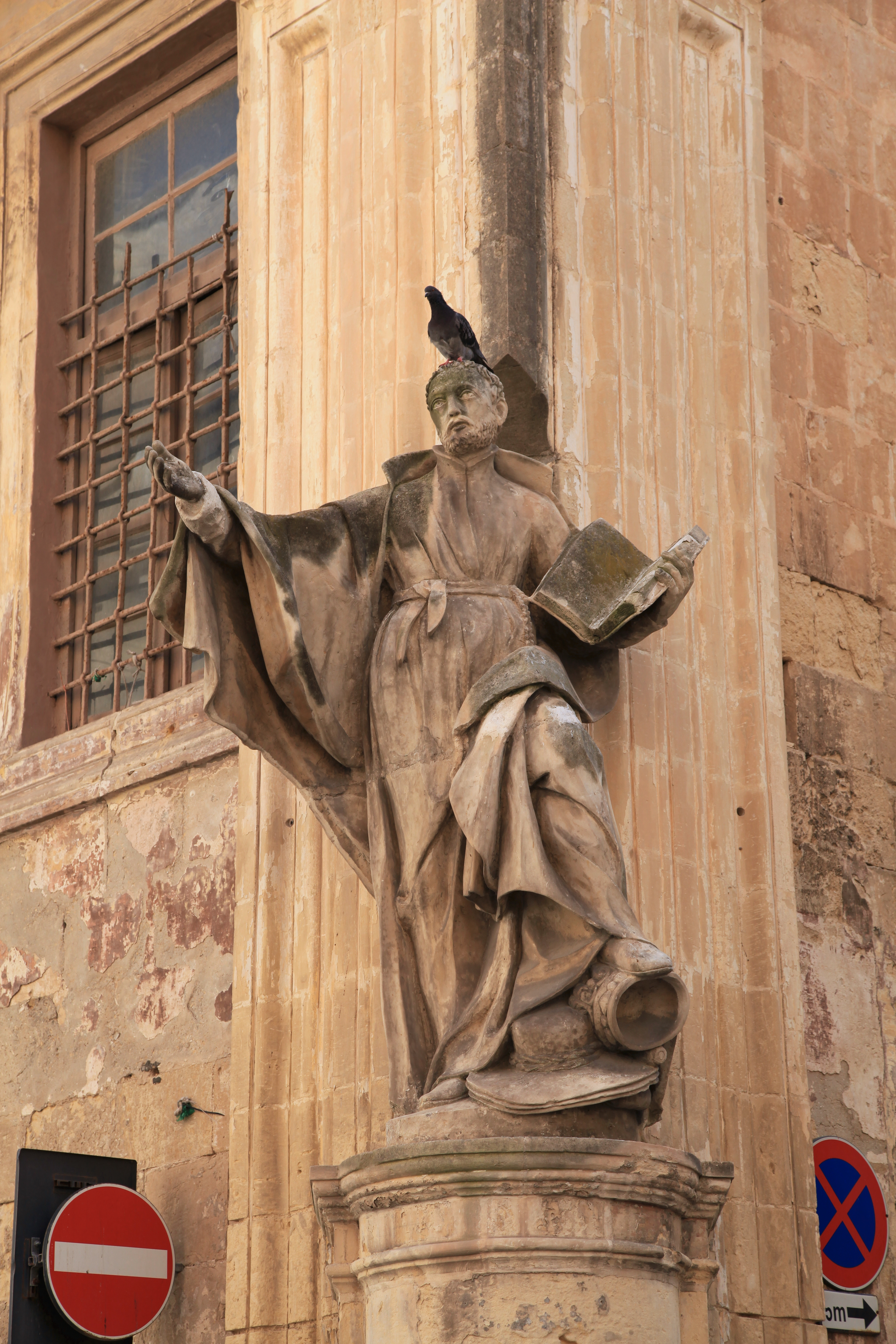
Statua raffigurante San Francesco Borgia.

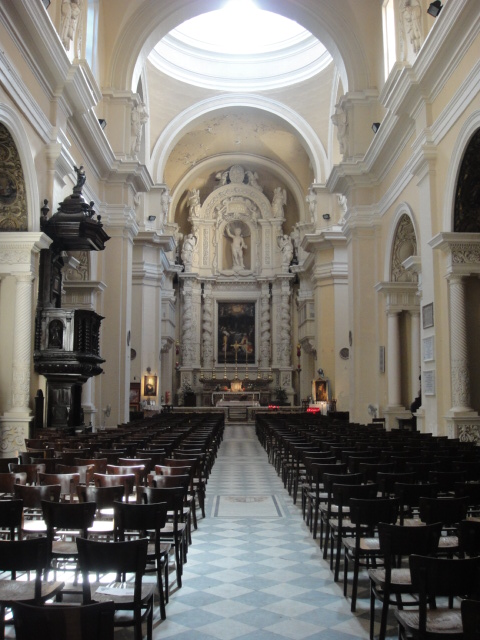
Navata.

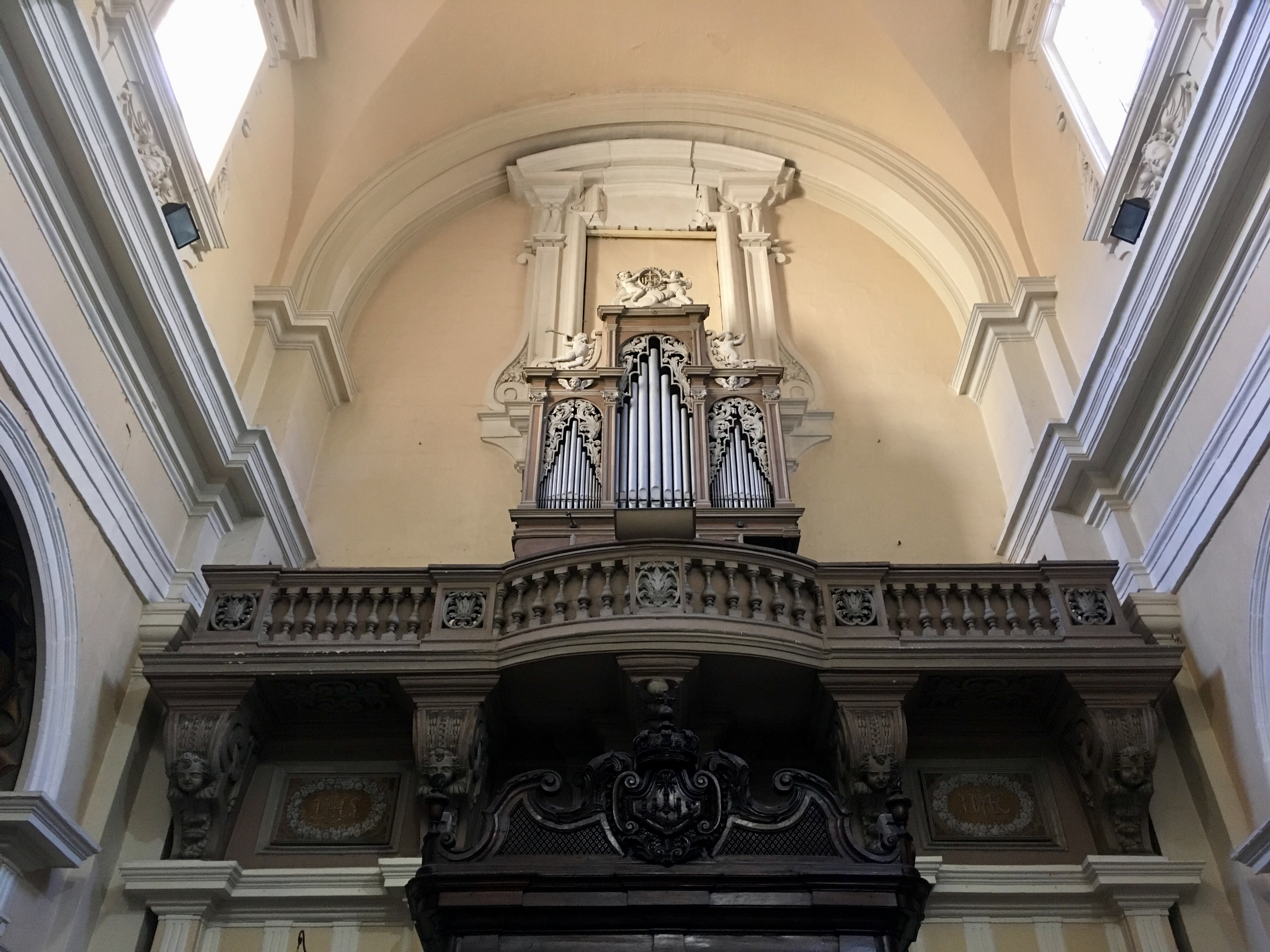
Controfacciata.

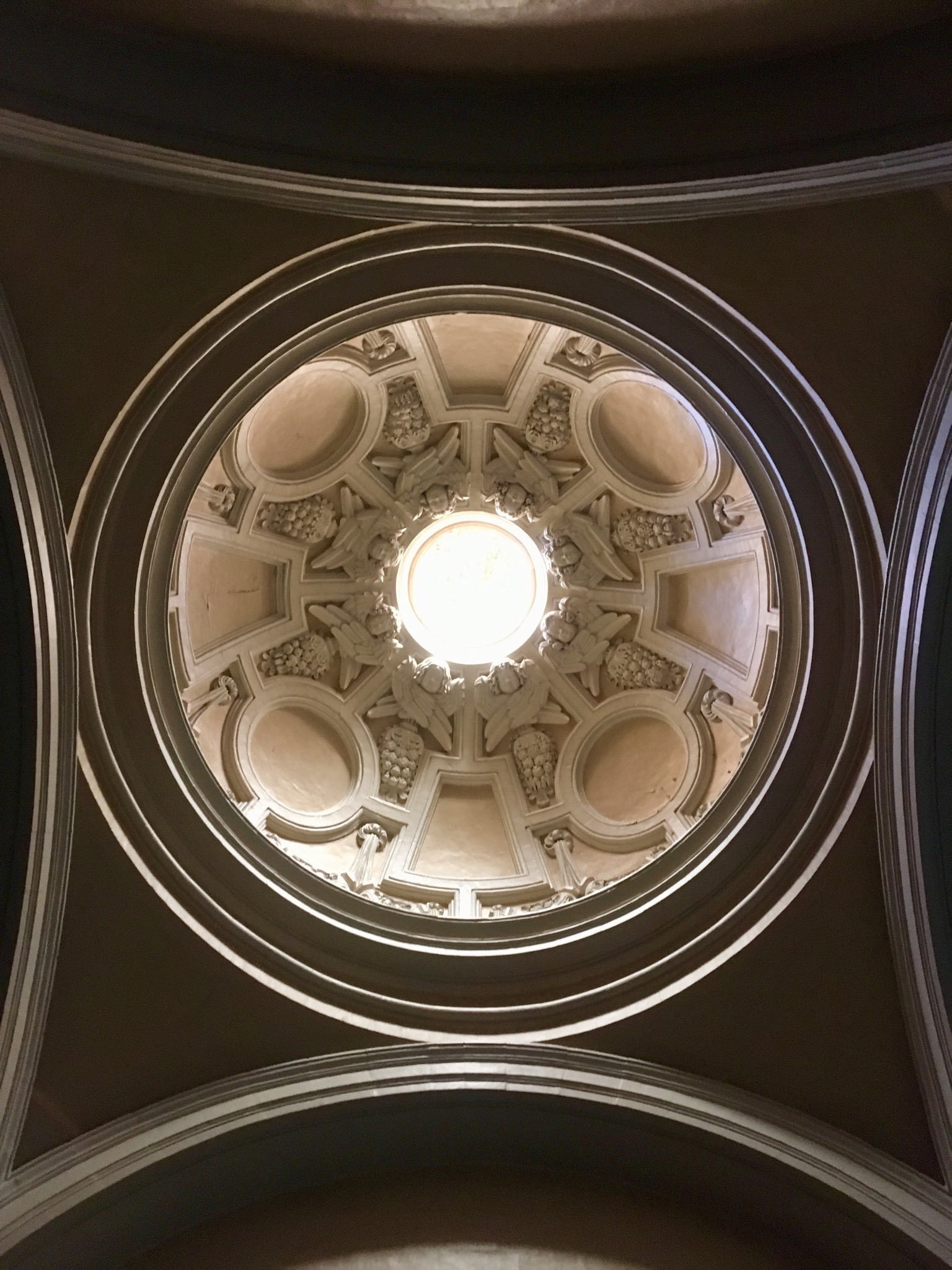
Decorazione plastica cupoletta.

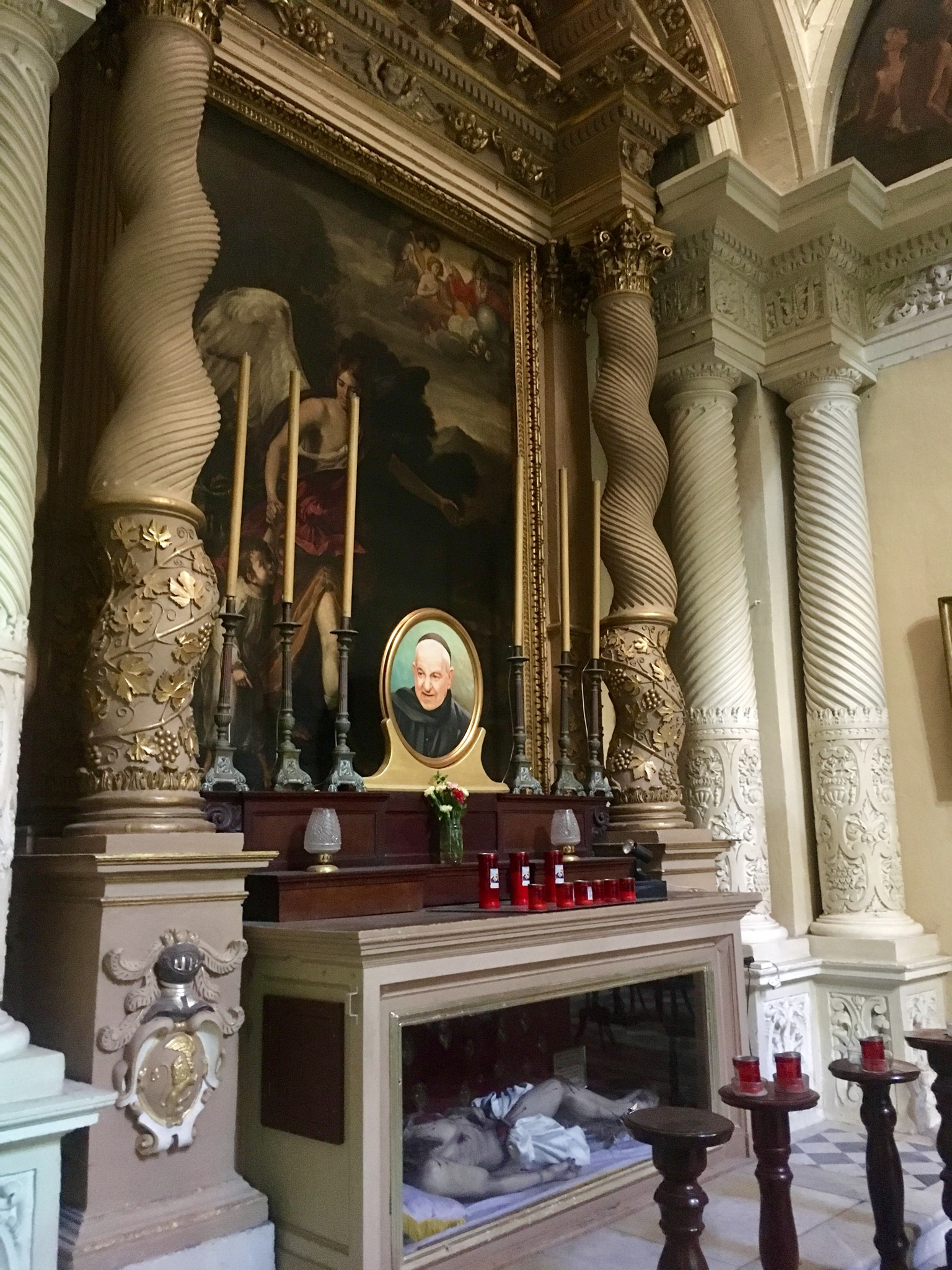
Cappella dell'Angelo Custode.

La chiesa della Circoncisione di Gesù (maltese: Knisja taċ-Ċirkonċiżjoni tal-Mulej), comunemente nota come chiesa dei Gesuiti (maltese: Knisja tal-Ġiżwiti), ubicata lungo Triq il-Merkanti (Via dei Mercanti), con il Collegio dei Gesuiti costituisce uno dei poli monumentali più antichi di La Valletta e uno dei più grandi luoghi di culto della diocesi di Malta. 

## Storia

### Epoca spagnola
Il tempio fu originariamente costruito tra il 1593 e il 1609 per i religiosi della Compagnia di Gesù insediatisi sull'isola nel 1592 - sotto il governo del Gran Maestro Hugues Loubenx de Verdalle - per volere di monsignor Tomás Gargal e concessione di Papa Clemente VIII.
Il Collegio dei Gesuiti, noto come Collegium Melitense fu costruito tra il 1595 e il 1602 ed occupava un intero isolato cittadino, area concessa dalla chiesa cattedrale. La costruzione del tempio fu completata nel 1609.
Il 12 settembre 1634, l'esplosione di un deposito di polvere da sparo causò gravi danni sia alla chiesa che al collegio. Gran parte della chiesa, compresa la facciata, fu successivamente ricostruita in stile barocco dall'architetto e ingegnere Francesco Buonamici. Sebbene i lavori continuarono per tutto il XVII secolo, la facciata appare ancora incompleta. 
I Gesuiti furono espulsi la prima volta da Malta in seguito ai festeggiamenti del Carnevale del 1639. 
Le strutture di entrambi gli edifici subirono danni durante il terremoto del Val di Noto del 1693. 
Il tempio fu solennemente consacrato dal vescovo Paul Alphéran de Bussan il 16 dicembre 1731.

### Epoca post soppressione Compagnia di Gesù
La chiesa rimase in uso dopo che i gesuiti furono costretti ad abbandonare Malta il 22 aprile 1768 in seguito alla Soppressione della Compagnia di Gesù per ordine di espulsione giunto da Bernardo Tanucci, ministro del sovrano di Napoli e di Sicilia. Papa Clemente XIV concesse la sede del Collegio al Gran Maestro Manuel Pinto de Fonseca, affinché fosse destinato a sede dello storico polo dell'Università di Malta. Gli studi nel collegio continuarono e l'Università di Malta fu fondata nel 1769 per prendere il suo posto. 
Nel 1845 la Compagnia di Gesù ritornò a Malta quando un gruppo di gesuiti inglesi aprì a Mdina la Saint Paul's Boarding School che più tardi fu trasferita a La Valletta.
Nel 1866 i gesuiti siciliani dirigevano e insegnavano nel seminario di Gozo mentre dei gesuiti inglesi fondarono il Saint Ignatius College a San Giuliano.

### Epoca contemporanea
La chiesa fu utilizzata per le cerimonie di conferimento del titolo universitario fino agli anni '60, quando l'istituzione si trasferì in un nuovo campus a Tal-Qroqq a Msida. Le cerimonie di laurea magistrale e dottorale si svolgono ancora all'interno della chiesa. 
L'edificio della chiesa è elencato nell'inventario nazionale dei beni culturali delle isole maltesi. 
Gli interni e gli esterni del tempio sono stati restaurati tra il 1996 e il 2002. La facciata, il tetto e la cupola sono stati nuovamente restaurati tra il 2016 e il 2018, insieme alla facciata dell'adiacente Old University Building.

## Esterno
Facciata barocca in pietra d'intaglio ripartita su due ordini. Le partizioni centrali sono comprese fra coppie di paraste che delimitano il portale e una finestra tamponata con ricca cornice decorata. L'angolo sud - occidentale della facciata ospita la statua raffigurante San Francesco Borgia su alto piedistallo. Il muro esterno destro, in corrispondenza della seconda campata, ospita la statua della Vergine.

## Interno
Controfacciata: portale fra nicchie. Sulla sinistra Crocifisso.
Impianto a croce latina ripartito in tre navate per mezzo di pilastri in quattro campate. Presbiterio con coro, due absidiole, dieci altari, sette cappelle laterali. L'interno della chiesa è decorato secondo l'ordine dorico. 
L'ottava Cappella della Congregazione di Onorati, che si apre dalla navata che conduce a una porta su Archbishop Street. 

### Navata destra
- Prima campata: Cappella di Sant'Anna. Sopraelevazione delimitata da colonne tortili scanalate con fusto inferiore decorato con tralci di vite, al centro il dipinto raffigurante la Sacra Famiglia con San Gioacchino, Sant'Anna e la Beata Vergine Maria, opera di scuola fiamminga. Ambiente patrocinato dalla famiglia Xara.[4]
- Seconda campata: Cappella di Sant'Agata e Santa Lucia. Dipinto raffigurante Sant'Agata e Santa Lucia di scuola lombarda, nelle due mezze lune il martirio delle due Vergini, opera di Giuseppe D'Arena.[5] Ambiente patrocinato dalla famiglia Di Lucia.[4] Quadretto raffigurante la Madonna di Pompei.
- Terza campata: Cappella dell'Angelo Custode.[5] Dipinto raffigurante l'Angelo Custode di autore appartenente alla scuola di Luca Giordano.[5] Ambiente patrocinato dalla famiglia Sueis.[4] Nel vano sotto la mensa è custodita la statua del Cristo Morto.
- Quarta campata.

### Navata sinistra
- Prima campata.
- Seconda campata: Cappella di San Pietro in Vincoli o Cappella Rosselli. Dipinto raffigurante Liberazione di San Pietro[5][6] di Mattia Preti, nelle due mezze lune rispettivamente la Crocifissione di San Pietro[6] e Incontro di San Pietro e San Paolo durante la conduzione al martirio.[5][6] Ambiente patrocinato da Pietro Rosselli e Aloysia Massa.[4][7]
- Terza campata.
  - Pulpito ligneo.
- Quarta campata: Cappella . Sull'altare il dipinto raffigurante Benedetto Giuseppe Labre, ai lati i quadretti raffiguranti San Raffaele Arcangelo e San Gabriele Arcangelo di Raffaele Caruana. Dipinto raffigurante la Sacra Famiglia in viaggio ritratta col Padre Eterno e schiere d'angeli.[5] Adorazione dei Magi e Presentazione di Gesù al Tempio di Gio Nicola Buhagiar.

### Transetto
- Braccio transetto destro: Cappella della Santissima Trinità e Sant'Ignazio. Ambiente patrocinato dalle famiglie Abela e Testaferrata.[4] Il dipinto su tela raffigurante la Santissima Trinità e Sant'Ignazio di Loyola è opera di Francesco Romanelli.[4]
- Braccio transetto sinistro: Cappella della Vergine. Dipinto raffigurante Vergine con santi della Compagnia di Gesù.

### Altare maggiore
Presbiterio rialzato delimitato da balaustra, cantorie.
Altare con sopraelevazione disposta su doppio ordine, arco superiore sormontato da stemma della Compagnia di Gesù. Edicola centrale delimitata da coppie di colonne tortili con fusto inferiore arabescato e decorazione fitomorfe con sviluppo elicoidale. Nicchia del secondo ordine contenente statua a tutto tondo sovrastata da iscrizione "IN NOMINE IESV OMNE GENVFLECTATVR". I dadi e le mensole aggettanti, le volute ospitano creature alate. 
Il quadro titolare raffigura la Circoncisione di Gesù, dipinto su tela opera di Filippo Paladini. È documentata una pittura raffigurante il Salvatore, copia fedele dell'originale di Guido Reni, opera custodita nel palazzo del Governatore.

## Opere
- Cappella della Madonna di Monserrato: l'ambiente ospita la sepoltura del vescovo Gargallo.[2]
- Cappella del Santissimo Crocifisso: sopraelevazione reliquiario delimitata da colonne tortili scanalate con fusto inferiore decorato con tralci di vite, Crocifisso, timpano ligneo ad arco con iscrizione intermedia, ambiente patrocinato dalle famiglie Xara e Bonnici.[4]
- Cappella di San Giuseppe: ambiente patrocinato dalla famiglia Di Napoli.[4]
- Cappella di San Carlo Borromeo: ambiente patrocinato dalle famiglie Decos, Sagnani e Dorello.[4]

La chiesa custodisce altri dipinti che vanno dalla fine del XVI secolo alla fine del XVIII secolo, tra cui opere di Baldassarre Peruzzi, Stefano Erardi, Niccolò de Simone e Mattia Preti.

## Sodalizi
- Congregazione del Preziosissimo Sangue di Gesù.[8]
- Congregazione della Concezione.[8]
- Congregazione dell'Arcangelo San Raffaele.[8]
- Congregazione del Sacro Cuore di Maria.[8]

## Oratori
- Oratorio degli Onorati, destinato alla Congregazione degli Onorati sotto il titolo dell'«Assunzione della Vergine». Fondato nel 1600 dai Cavalieri al tempo del Gran Maestro Raphael Cotoner, il sodalizio era composto dai signori della classe colta della città.[8] Cessò temporaneamente dopo l'allontanamento dell'Ordine Gerosolimitano, per essere ripristinato nel 1813. 
  - Quadro titolare opera di Stefano Erardi, ciclo di dipinti di Alessio Erardi.
- Oratorio della Concezione di Maria Vergine: sede della Congregazione della Segreta.[8]
  - San Filippo Neri, dipinto collocato sull'altare, opera di Giuseppe Hyzler.[8]
  - Madonna del Carmine, dipinto del pittore Barbara.[8]
  - Vincenzo de' Paoli, dipinto del pittore Falson.[8]

## Collegio dei Gesuiti
Il precursore dell'Università di Malta fu il Collegium Melitense, un collegio gesuita istituito il 12 novembre 1592. Questo era originariamente ubicato in una vecchia casa a La Valletta. L'istituzione apparteneva alla provincia gesuitica di Sicilia, dal punto di vista amministrativo era del tutto indipendente dal Regno di Sicilia. Al 1765 l'istituzione contava 21 religiosi.
L'Università l-Qadima o La Vecchia Università, conosciuta anche come la Valletta Campus, è il campus originale dell'Università di Malta.
Fondata nel 1769, dopo che i gesuiti furono espulsi, continuò ad utilizzare lo stesso edificio. Dopo il trasferimento in una sede molto più grande a tal-Qroqq a Msida nel 1960, il vecchio edificio universitario ospita ancora un certo numero di dipartimenti universitari ed è utilizzato per alcune lezioni e conferenze, nonché per cerimonie di laurea magistrale e dottorale.